# Ла Бока де Апиза (Текоман)
Ла Бока де Апиза (шп. La Boca de Apiza) насеље је у Мексику у савезној држави Колима у општини Текоман. Насеље се налази на надморској висини од 1 м.

## Становништво
Према подацима из 2010. године у насељу су живела 3 становника.

### Хронологија
| Година       | 2000      | 2005        | 2010 |
| ------------ | --------- | ----------- | ---- |
| Становништво | 8 (4 / 4) | 20 (11 / 9) | 3    |

### Попис
| # | Индикатор                     | Вредност |
| - | ----------------------------- | -------- |
| 1 | Укупно домаћинстава           | 2        |
| 2 | Укупно насељених домаћинстава | 2        |
| 3 | Величина локације             | 1        |